# Raya frite
La raya frite est un plat traditionnel algérien, à base d'aile de raie marinée au cumin puis frite.

## Origine et étymologie
Ce mets provient de la ville d'Alger. Son nom découle de l'arabe algérois signifiant « raie frite »[réf. nécessaire]. 